# Elevador da Glória
Az Elevador da Glória Lisszabon három siklóvasútjának (a másik kettőː Elevador do Lavra és Elevador da Bica) egyike. A pálya a Baixában található Praça dos Restauradorest köti össze a Bairro Alto-i Miradouro de São Pedro de Alcântarával. A pályát másodikként, 1885-ben nyitották meg, tervezője Raul Mesnier de Ponsard portói mérnök volt.. Először víz-ellensúlyos rendszer, majd gőzgép működtette, 1915-ben pedig villamosították.A két kocsi és az állomások megőrizték 1920-as arculatukat, amikor a kabinokat sárgára festették. Ma graffitik borítják mindkét járművet. A kocsik három perc alatt teszik meg a 270 méteres utat a meredek domboldalon, és 12 percenként indulnak.